# Haga Kyrkogata 28
Haga Kyrkogata 26/28, beläget i stadsdelen Vasastaden i Göteborg, är en byggnad som rymmer bostadsrättsföreningen Tre Länkar. Byggnaden uppfördes 1903 och är ett exempel på jugendstil med sina eleganta och detaljerade designelement. Arkitekten var Hjalmar Cornilsen.
En av byggnadens mest anmärkningsvärda detaljer är trappuppgången på Haga Kyrkogata 28, som pryds av smidesräcken, jugendlampor och väggmålningar i jugendstil. Restaureringen av väggarna i trapphuset med återställda målningar är ett exempel på hur man har bevarat det ursprungliga utseendet från 1903. Fastighetens två huvudentréer är utrustade med vackra jugendgrindar, och en av dem leder till ett magnifik entréplan. Byggnaden har blivit framröstad som en av Göteborgs vackraste byggnader.
Fastigheten ligger i en sluttning med en park bakom och har både tinnar och torn, smidda grindar och detaljer i tegel som lyfter fram jugendstilens ambitioner. Trapphusen är utsmyckade med marmorgolv och bevarade originaldetaljer.

## Historik
Bostadsrättsföreningen Tre Länkar grundades 1917, 14 år efter husets färdigställande, och har genom åren genomfört flera bevarande renoveringar. Föreningen är en av Göteborgs äldsta bostadsrättsföreningar. Ursprungligen byggdes lägenheterna för medlemmar i Odd Fellow, och namnet "Tre Länkar" refererar till orden Odd Fellows symbol, som består av tre sammanlänkade kedjor.

## Lägenheterna
Lägenheterna i fastigheten är generellt cirka 230 kvadratmeter stora och fördelar sig på sex våningsplan. De är typiska för sekelskiftet med höga tak, stora spröjsade fönster och välbevarade originaldetaljer som fiskbensparkett, kakelugnar och stuckaturer. 
Köken hade jungfrukammare och köksingång samt fastigheten en gemensam portvakt.

## Fastigheten i media
Haga Kyrkogata 28 var en inspelningsplats för TV-serien "Vår tid är nu", där fasaden användes som den huvudsakliga restaurangen i serien. Den primära anledningen till att man valde huset som seriens huvudscen var främst dess vackra arkitektur. Men också att porten hade tre väggar som en kontrollerad yta. I säsong tre av serien användes en lägenhet i huset som karaktären Ninas lägenhet. Byggnaden har också förekommit i andra tv-serier, såsom "Selma" om Selma Lagerlöf.

## Galleri

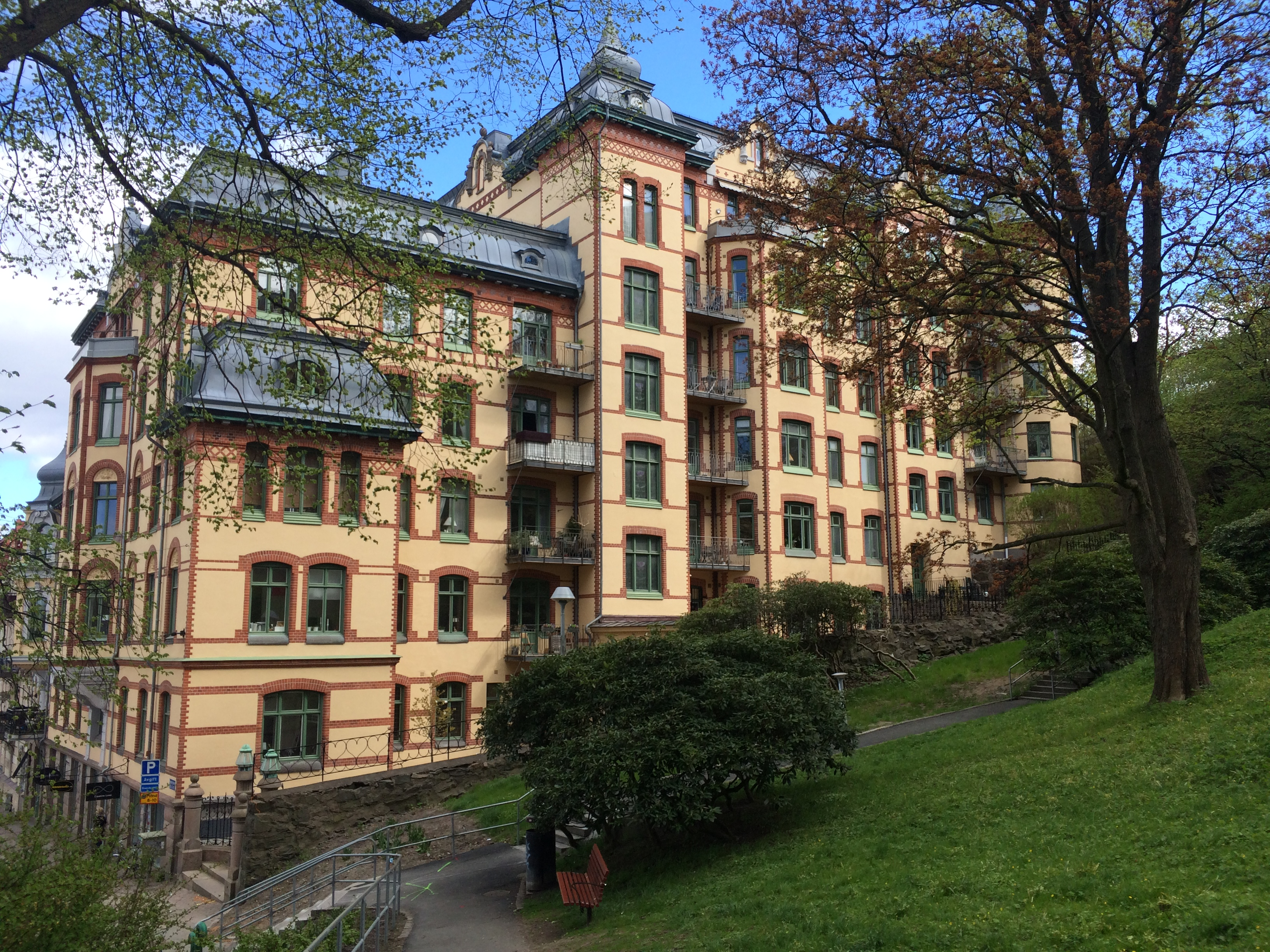
Haga Kyrkogata 28
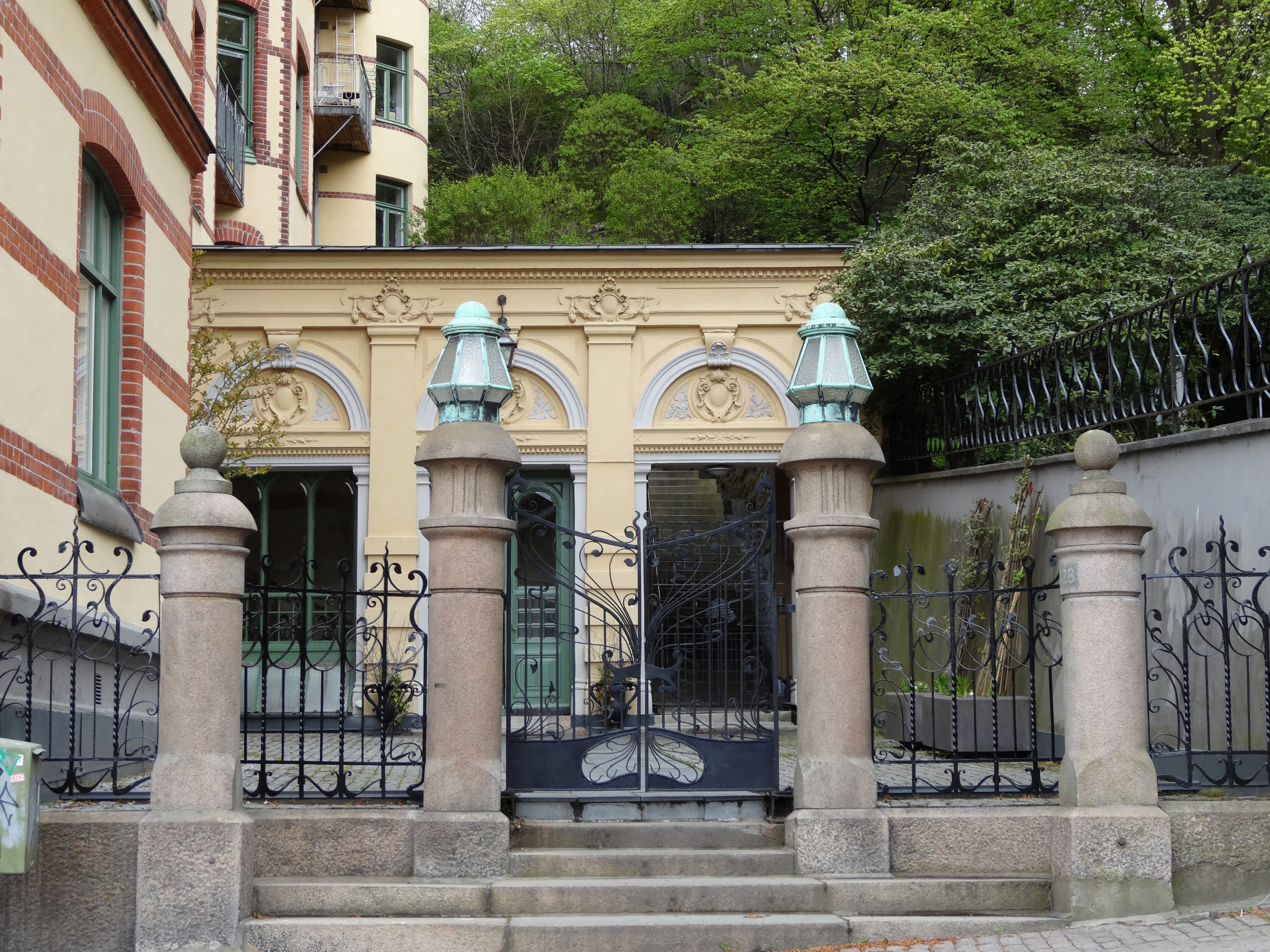
Entré med jugendgrindar i Haga Kyrkogata 28.
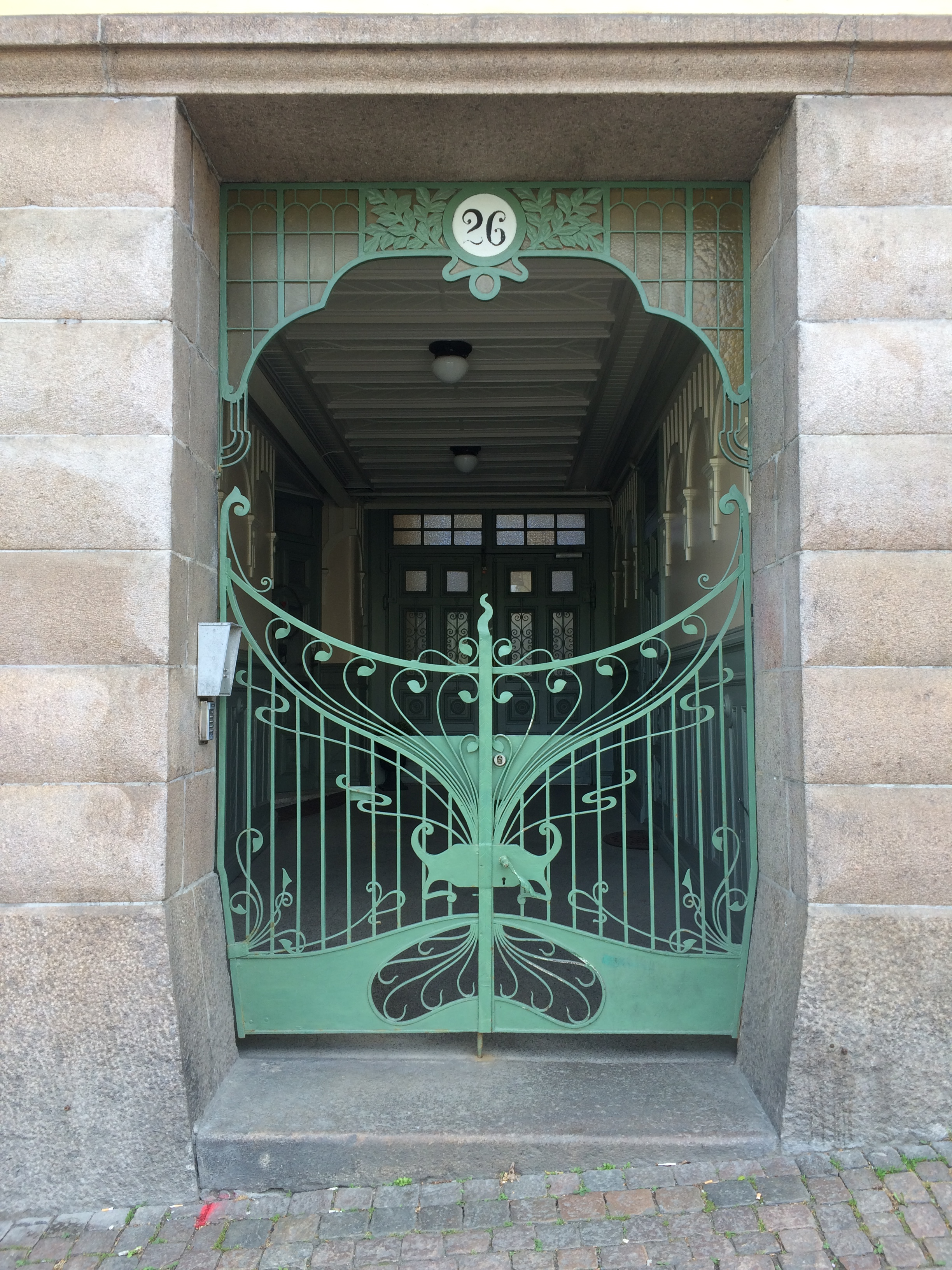
Entre av Haga Kyrkogata 26/28.
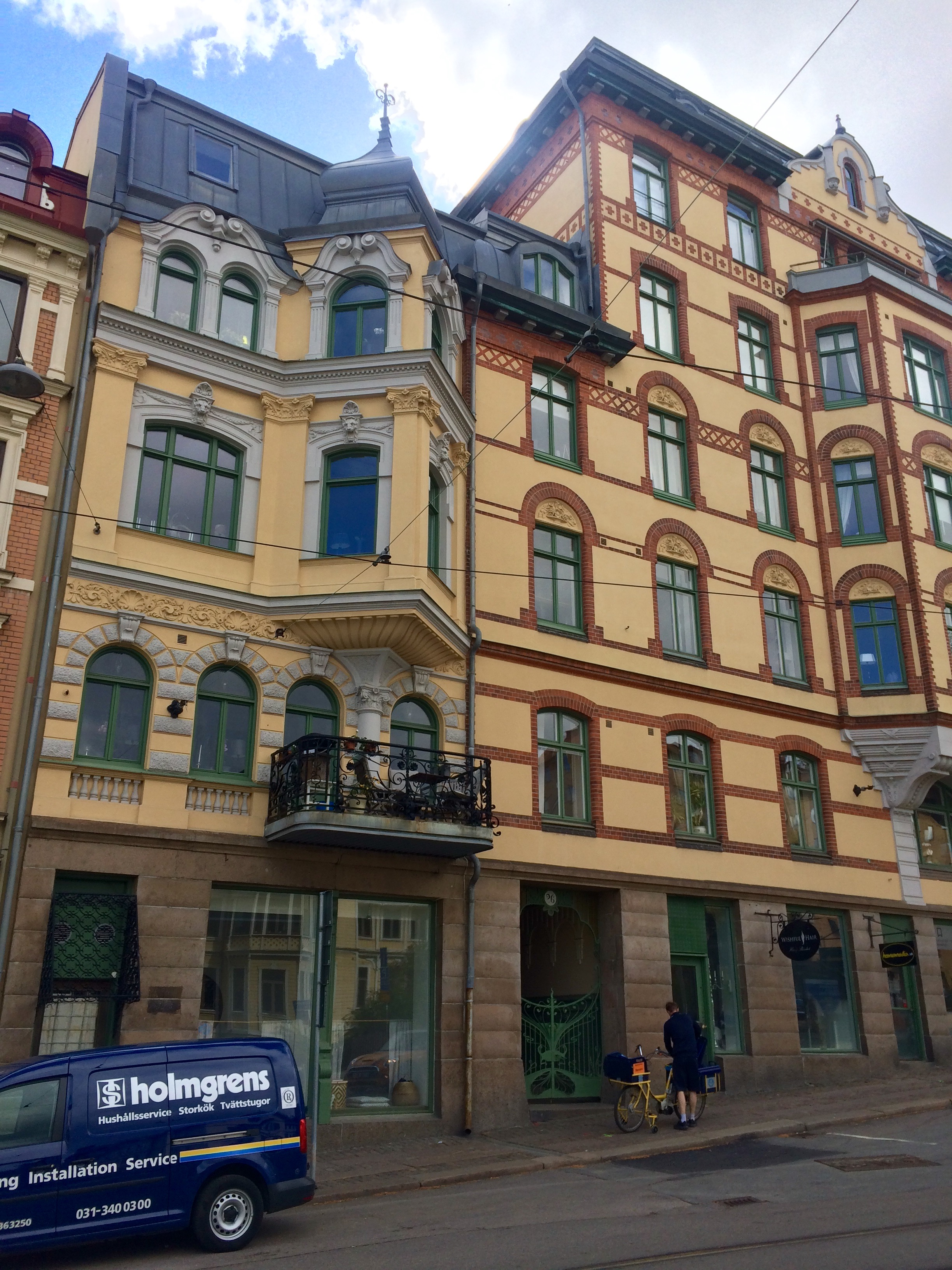
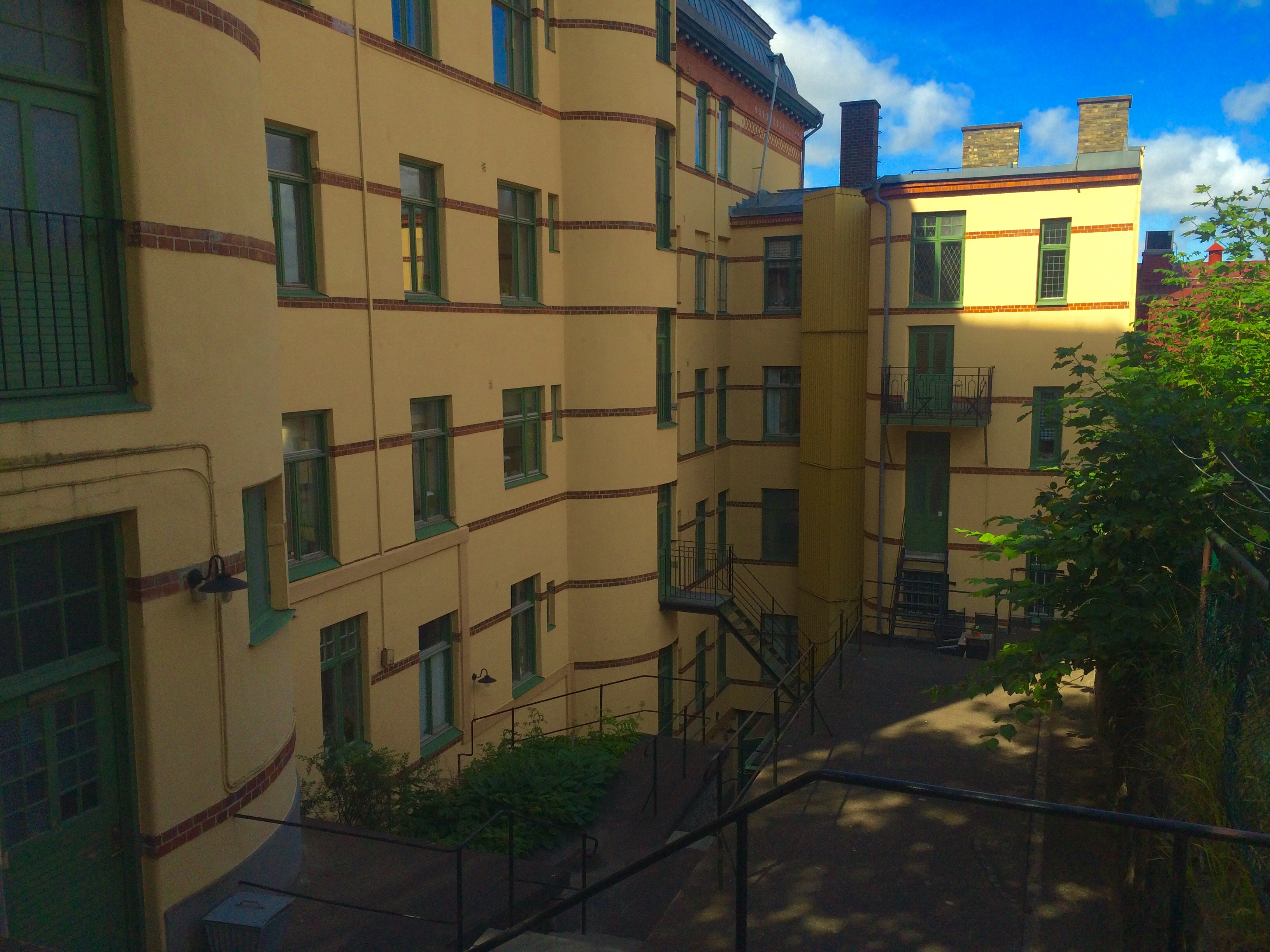